# Gaochang

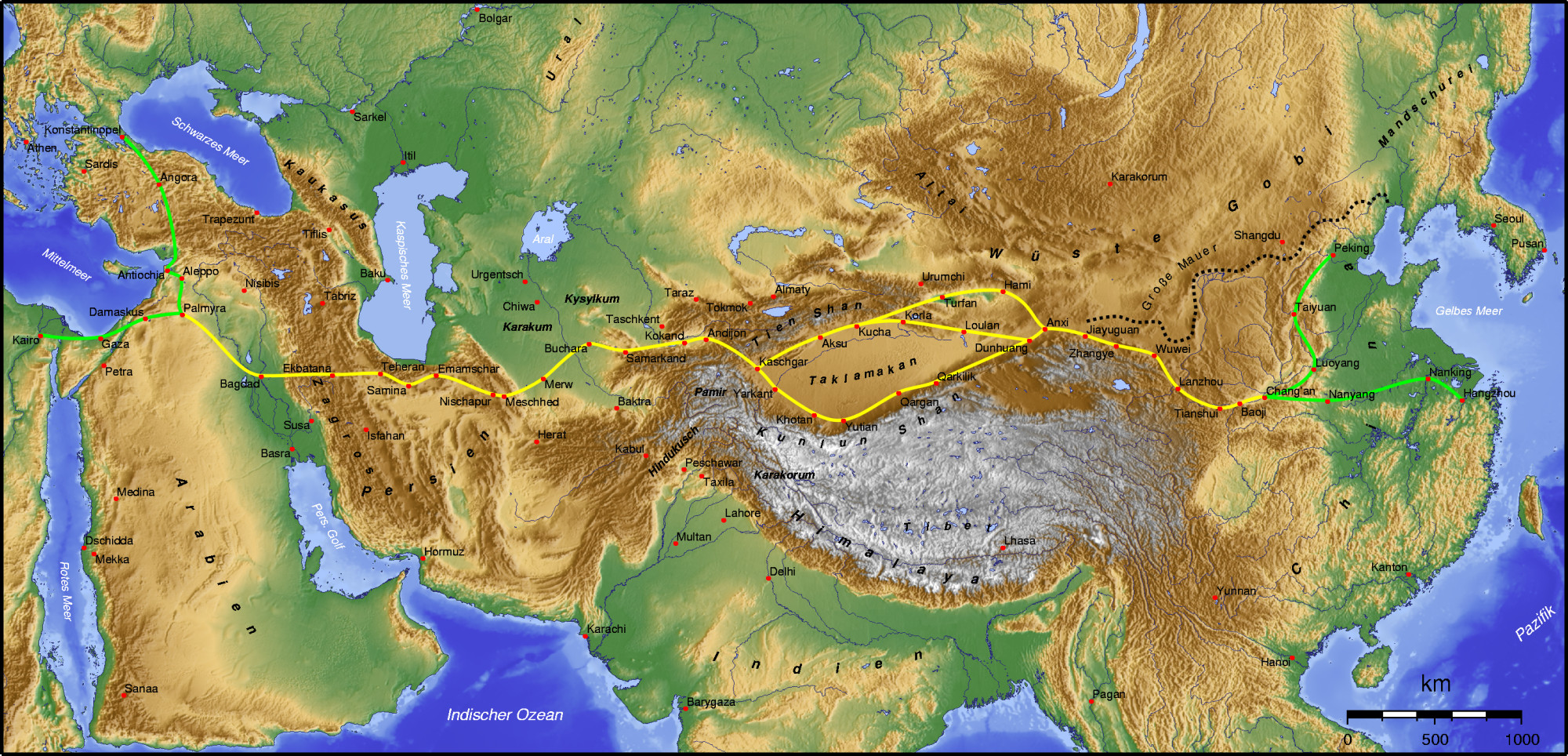
Turfan, centraal op de bovenste gele lijn (Zijderoute)

Gaochang of Khocho of Qara-hoja is een archeologische site in Xinjiang, noordwest China op 30 km ten zuidoosten van Turpan.

## Geschiedenis
Destijds lag Gaochang op de zijderoute. De oorspronkelijke bevolking was de Gushi. Rond de vijfde eeuw maakte ze deel uit van het Rouran-kanaat en daarna van het Rijk der Göktürken. In 640 werd de regio veroverd door de Chinese Tang-dynastie. In 843 scheurde de regio zich af en stichtte het onafhankelijk koninkrijk Khocho, geregeerd door de Oeigoeren. In de 12de eeuw werd het een onderdeel van het Kara-Kitan-kanaat, die in 1218 werd overrompeld door het Mongoolse Rijk, het Kanaat van Chagatai. De stad werd verwoest.

## Religie
De stad lag op de zijderoute en was een smeltkroes van verschillende religies, zoals boeddhisme, manicheïsme en het christendom, meer bepaald het nestorianisme.

## Duitse Turfan-expeditie
Begin twintigste eeuw kamden de archeologen Albert Grünwedel en Albert von Le Coq in vier expedities de regio uit. Zij vonden onder andere een nestoriaanse tempel, met muurschilderingen en de boeddhistische grotten van Bezeklik. Veel van deze vondsten zijn te bezichtigen in Museum für Asiatische Kunst te Berlijn.